# ギルバート・ヘイ (第11代エロル伯爵)
第11代エロル伯爵ギルバート・ヘイ（英語: Gilbert Hay, 11th Earl of Erroll PC、1631年6月13日 – 1674年）は、スコットランド貴族。

## 生涯
第10代エロル伯爵ウィリアム・ヘイと妻アン（Anne、旧姓ライアン（Lyon）、1637年2月8日没、初代キングホーン伯爵パトリック・ライアンの娘）の息子として、1631年6月13日に生まれた。1636年12月7日に父が死去すると、エロル伯爵位を継承した。6歳のときには両親を失っており、1638年8月30日に父と祖父の遺産継承者としての認定を受け、1639年に年金を与えられた。母方の祖父キングホーン伯爵が家庭教師を務めた。
1650年12月、パースで開かれていた議会に命じられ、1651年1月1日にスコットランド大司馬としてスクーンで行われたチャールズ2世の戴冠式に出席した。その後、クロムウェル恩赦法により2,000ポンドの罰金刑に処されたが、1654年に請願を出して無実を訴えた。この請願において、エロル伯爵はプレストンの戦い、ダンバーの戦い、ウスターの戦いのいずれにも参戦せず、未成年で議会での投票権がないことを挙げた。結局、罰金は3分の1に軽減された。
チャールズ2世による王政復古を支持して、1661年にスコットランド枢密院の枢密顧問官に任命された。また、エロル伯爵位とスコットランド大司馬の世襲をいったん返上して、1666年11月13日に再叙爵を受け、継承規定を「サー・ジョン・ヘイ、その直系男子、その女系子孫」の順番に変更した。
1674年にスレインズで死去、1666年に定められた継承規定に基づきサー・ジョン・ヘイが爵位を継承した。

## 家族
1658年1月7日、キャサリン・カーネギー（Catherine Carnegie、1637年ごろ – 1693年10月3日、第2代サウセスク伯爵ジェームズ・カーネギーの娘）と結婚したが、2人の間に子供はいなかった。エロル伯爵の死後、1688年の名誉革命でジェームズ7世（イングランド王としてはジェームズ2世）が国を追われると、キャサリンはサン＝ジェルマン＝アン＝レーに向かい、そこでジェームズ7世の息子ジェームズ・フランシス・エドワード・ステュアートのガヴァネスを務めた。